# Morenia
Morenia Gray, 1870 è un genere della famiglia dei Geoemididi. Le tartarughe ad esso ascritte sono originarie di India (stati di Assam, Bihar, Uttarakhand, Uttar Pradesh e Bengala Occidentale), Bangladesh, Myanmar e Nepal.

## Tassonomia
Comprende le seguenti specie:
- Morenia ocellata (Duméril & Bibron, 1835) - tartaruga ocellata birmana
- Morenia petersi (Anderson, 1879) - tartaruga ocellata indiana